# Annie Romein-Verschoor
Annie Romein-Verschoor (Nijmegen, 4 februari 1895 – Amsterdam, 5 februari 1978), geboren Anna Helena Margaretha Verschoor, was een Nederlandse schrijfster en geschiedkundige.

## Levensloop
Annie Verschoor werd geboren in de Nijmeegse Burghardt van den Berghstraat, nummer 107 (destijds nummer 89). Haar vader Jan Verschoor werkte bij de Koninklijke Marine en zij groeide op in Java en in Den Helder. Ze studeerde letteren en geschiedenis aan de Rijksuniversiteit Leiden. In 1920 trouwde Verschoor met de geschiedkundige Jan Romein. Haar vele publicaties op het gebied van de literatuursociologie en cultuurgeschiedenis waren doorgaans marxistisch georiënteerd.
In 1935 voltooide Romein-Verschoor haar dissertatie Vrouwenspiegel, een literair-sociologische studie over de Nederlandse romanschrijfster na 1880. Dit boek werd bekroond met de Dr. Wijnaendts Franckenprijs. Daarna schreef ze Slib en wolken (1947), een overzicht van de Nederlandse letteren na 1880. Dit boek werd in 1947 vertaald in het Frans en in 1950 in het Engels. Hierna volgde een studie over tendensliteratuur (De vruchtbare muze uit 1949). Meer uitgesproken historisch werk leverde zij vooral in samenwerking met haar echtgenoot (De Lage Landen bij de zee uit 1934 en Erflaters van onze beschaving (vier delen, 1938-1940).
In 1946 kregen Romein-Verschoor en haar man Jan Romein via hun kennis Otto Frank het toen nog onbekende dagboek van Anne Frank in handen. Mede dankzij een column op de voorpagina van Het Parool van Jan Romein werd een uitgever gevonden: Contact in Amsterdam. De eerste editie van Het Achterhuis in 1947 bevat een voorwoord van Romein-Verschoor.
In 1948 schreef Romein-Verschoor een roman (vie romancée) over het leven van Hugo Grotius: Vaderland in de verte. In Met eigen ogen (1953) bracht zij verslag uit over een studiereis naar Indonesië. In haar autobiografie Omzien in verwondering (twee delen, 1970-1971) kijkt Romein-Verschoor terug op haar leven van links engagement en inzet voor de vrouwenemancipatie.

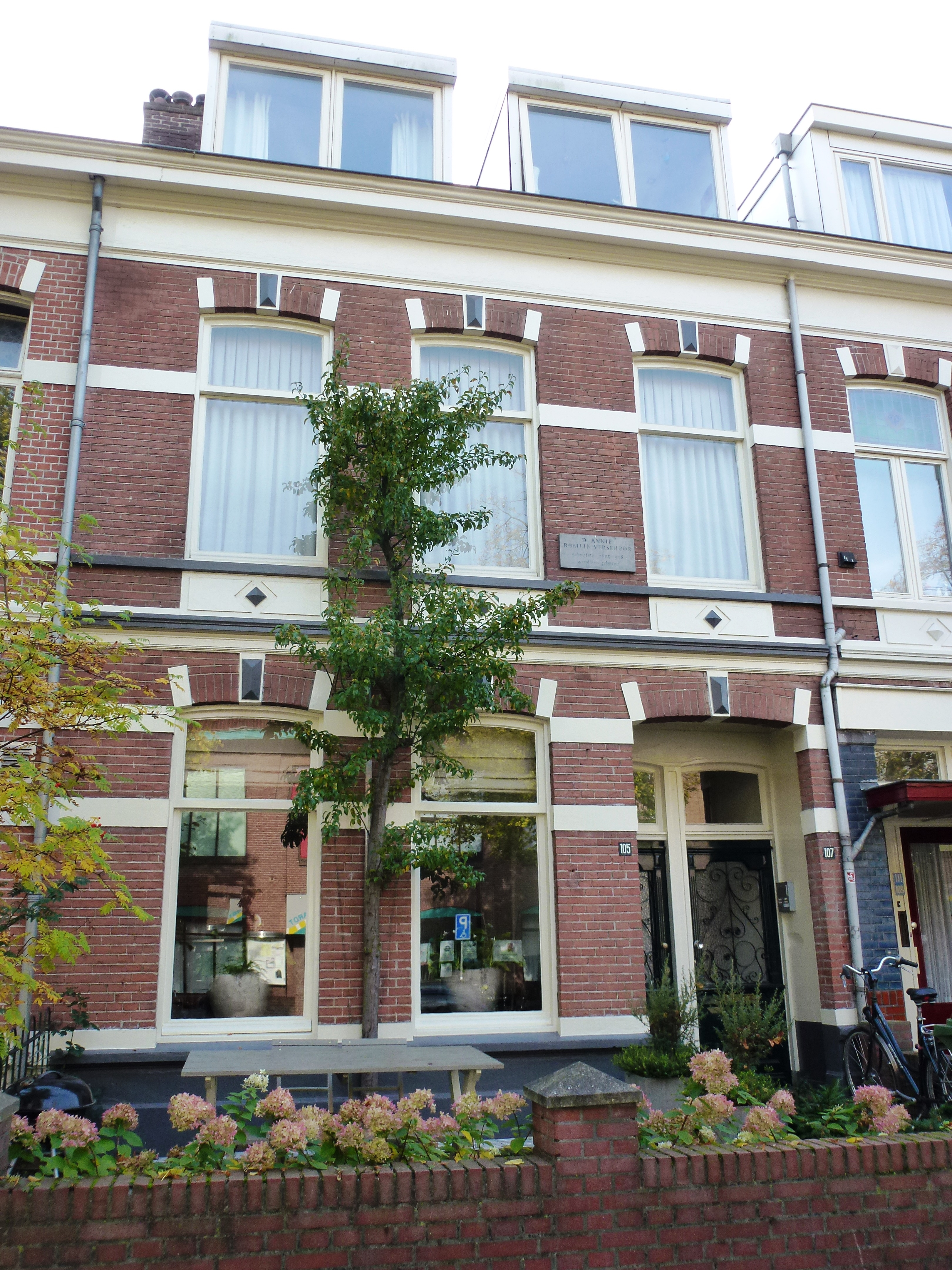
Geboortehuis A.Romein-Verschoor, Burghardt van den Berghstraat 107 Nijmegen

## Prijzen

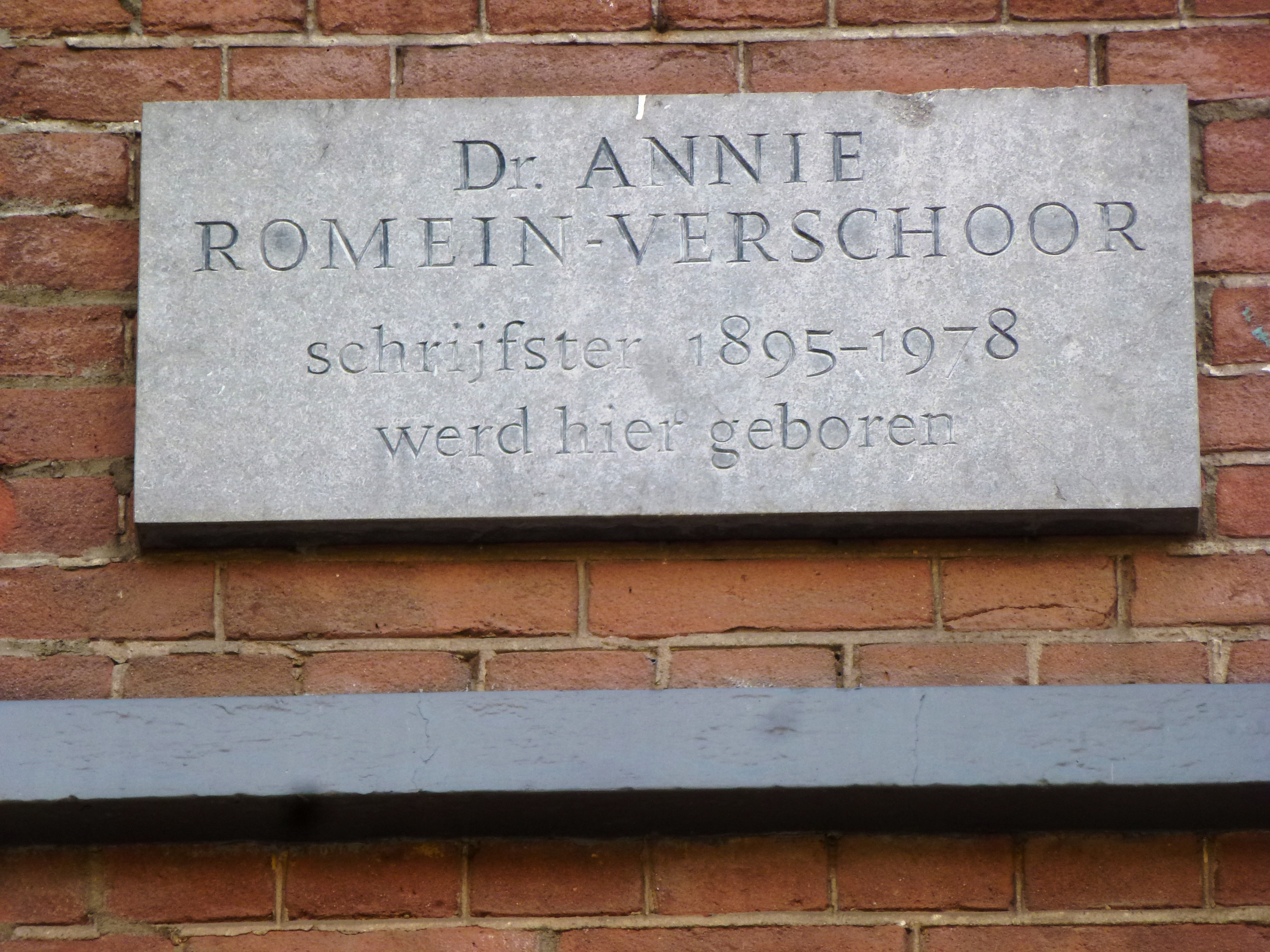
Plaquette geboortehuis Nijmegen

- 1937: Dr. Wijnaendts Francken-prijs voor Vrouwenspiegel
- 1948: Prozaprijs van de gemeente Amsterdam voor Vaderland in de verte
- 1970: Constantijn Huygens-prijs voor haar gehele oeuvre
- 1977: Dr. J.P. van Praag-prijs

## Trivia
- Een voormalig McDonnell Douglas MD-11 toestel (registratie PH-KCF) van de Koninklijke Luchtvaart Maatschappij was vernoemd naar Annie Romein-Verschoor. Het toestel verliet op 26 november 2012 de vloot van de Koninklijke Luchtvaart Maatschappij en werd later verschroot op Southern California Logistics Airport in Victorville, Verenigde Staten.
- een aantal plekken in de open ruimte is vernoemd naar de schrijfster, onder meer het Annie Romeinplein in Amsterdam.
- In Culemborg, in de wijk Eva Lanxmeer, is een pad naar haar vernoemd.